# ميخائيل نعيمة
مِيخَائِيل نُعَيْمَة (17 أكتوبر/تشرين الأول 1889 - 28 فبراير/شباط 1988م) أديب ومفكّر لبناني، يعتبر من الجيل الّذي قاد النّهضة الفكريّة والثّقافيّة في المشرق العربي، وأحدث اليقظة في الأدب وقاد إلى التّجديد. أفردت له المكتبة العربيّة مكانةً كبيرةً لما كتبه وما كُتب حوله، فهو مفكّر وشاعر وقاصّ ومسرحيّ وناقد وكاتب مقال ومتأمِّل في الحياة والنّفس الإنسانيّة، وقد ترك خلفه آثارًا بالعربيّة والإنكليزيّة والرّوسيّة؛ وهي كتابات تشهد له بالامتياز وتحفظ له المنزلة السّامية في عالم الفكر والأدب محلّيّا وعالميًّا.

## حياته
ولد في بسكنتا، القرية الواقعة في سفح جبل صنين في لبنان في أكتوبر/تشرين الأوّل عام 1889 وأنهى دراسته المدرسيّة في مدرسة الجمعيّة الفلسطينيّة فيها، ثمّ انتقل بمنحة لمتابعة دراسته في دار المعلمين الروسية في الناصرة عام 1902، ومن ثمّ إلى بولتافا الرّوسيّة آنذاك بين عامي 1906 و 1911 حيث تسنّى له الاطّلاع على الأدب الرّوسيّ. هاجر إلى الولايات المتّحدة الأميركيّة في العام 1912 ملتحقًا بجامعة واشنطن في مدينة سياتل وتخرّج منها حاملًا إجازتَين: واحدة في الحقوق والثّانية في الآداب. بدأت مسيرته الأدبيّة حين نشر أوّل مقالة له بعنوان: «فجر الأمل بعد ليل اليأس» في يوليو/تموز من العام 1913. أسّس في العام 1920 مع جبران خليل جبران وعدد من الأدباء المهجريّين الرابطة القلمية وكان واضع دستورها ومستشارها. عاد إلى بسكنتا عام 1932 وتابع مسيرته الأدبيّة حتّى النّفس الأخير، إذ رحل في 29 فبراير/شباط من العام 1988. لقّب بناسك الشخروب.
في مهرجان الفيلم العربي في بيروت في العام 2021، جرى عرض الفيلم الوثائقي «تسعون» لمارون بغدادي في المركز الثقافي الفرنسي، والفيلم هو عبارة عن لقاء مطول أجراه المخرج مع ميخائيل نعيمة، أجاب فيه الأخير على العديد من الاسئلة التي طرحها السينمائي حول حياته الخاصة وتربيته وأفكاره وشؤون السياسة والبيئة والجبل اللبناني والحرب والمرأة والطائفية وجبران خليل جبران والإيمان والله. صور الفيلم في العام 1977، بعد سنتين على اندلاع الحرب الأهلية اللبنانية. كان الفيلم شبه مفقود بعد أن عُرض في المركز الثقافي الفرنسي عرضاً واحداً فقط في العام 1981. وبعد حوالي 40 سنة عُرض في المكان نفسه في العام 2021 بعد أن عُثِر عليه.

## أعماله

### مجموعات الأقاصيص
نشر نعيمة مجموعته القصصيّة الأولى سنة 1937 بعنوان "كان ما كان"، وفي العام 1956 نشر مجموعته القصّصيّة الثّانية "أكابر"، ثمّ المجموعة الثّالثة «أبو بطّة» في العام 1958، و«هوامش» في العام 1965.

### المسرح
وضع نعيمه مسرحية «الآباء والبنون» سنة 1917، تلتها مسرحيّة «أيّوب» في العام 1967.

### الشّعر
مجموعته الشّعريّة الوحيدة هي "همس الجفون"، تحتوي على قصائد منظومة باللّغة العربيّة وأخرى معرّبة، كان الشّاعر قد نظمها بالإنكليزيّة. صدرت المجموعة في العام 1945 في بيروت.

### الرّوايات
- لقاء (1948)
- كتاب مرداد: رواية فلسفيّة رمزيّة (1948)
- مذكّرات الأرقش (1949)
- اليوم الأخير (1963)
- يا ابن آدم (حواريّة) (1969)

### المؤلّفات
تخطّت مؤلّفات ميخائيل نعيمه الثّلاثين مؤلّفًا. في ما يلي إشارة إلى نتاجه في النّقد والمقالة والسّيرة:
- الغربال، نيويورك، 1923
- جبران خليل جبران، حياته. موته. أدبه. فنّه: هو سيرة صديقه وزميله جبران خليل جبران (1934)
- زاد المعاد: مجموعة مقالات (1936)
- البيادر: مجموعة مقالات (1945)
- الأوثان: مجموعة مقالات (1946)
- كرم على درب: مجموعة شذرات وحكم (1946)
- صوت العالم: مجموعة مقالات (1948)
- النّور والدّيجور: مجموعة مقالات (1950)
- 1950: صدرت في نيويورك التّرجمة الإنكليزيّة لكتاب جبران، وقد قام نعيمه نفسه بالتّرجمة: (بالإنجليزية: Khalil Gibran, A Biography)
- 1952: صدرت في نيويورك التّرجمة الإنكليزيّة لكتاب «مذكّرات الأرقش» وقد قام نعيمه نفسه بالتّرجمة: (بالإنجليزية: Memoirs of a Vagrant Soul)
- في مهبّ الرّيح: مجموعة مقالات (1953)
- دروب: مجموعة مقالات (1954)
- 1956: صدرت في مدريد التّرجمة الإسبانيّة لديوان «همس الجفون»
- أبعد من موسكو ومن واشنطن: مجموعة مقالات (1957)
- 1957: صدرت في بومباي، الهند الطّبعة الإنكليزيّة لرواية لقاء، وقد قام نعيمه نفسه بالتّرجمة: Till We Meet
- سبعون، حكاية عمر: سيرة ذاتيّة في ثلاثة أجزاء (1960)
- في الغربال الجديد: مقالات نقديّة (1971)
- نجوى الغروب (1973)
- أحاديث مع الصّحافة (1973)
- من وحي المسيح (1974)
- 1975: صدرت مجموعة ميخائيل نعيمه الكاملة بأجزائها التّسعة.
- المراحل، دروب 1934.اليوم الأخير 1965.

### جوائز
- 1961: مُنِحَ نعيمة جائزة رئيس الجمهوريّة في لبنان، الّتي تُمنح سنويًّا لكاتب لبنانيّ تميّزت آثاره بالعمق والجودة.
- 1977: قرّرت الحكومة اللّبنانيّة، بناءً على رغبة رئيس الجمهوريّة آنذاك إلياس سركيس إقامة مهرجان تكريميّ لنعيمه شاركت فيه الدّولة ومختلف أوساط أدبيّة وفكريّة وثقافيّة في لبنان والعالم. كان ذلك بين السّابع والرّابع عشر من أيّار 1977.

## طالع أيضًا
- قائمة أعمال ميخائيل نعيمة
- قائمة أدباء المهجر اللبنانيين
- الرابطة القلمية

## روابط خارجية
- ميخائيل نعيمة على موقع أرشيف الشارخ
- ميخائيل نعيمة على موقع المكتبة المفتوحة (الإنجليزية)